# Edrioasteroidea
Classe
Les Edrioasteroidea (édrioastéroïdes en français) forment une classe éteinte d'échinodermes du Paléozoïque, connus uniquement sous forme fossile. Ils ont prospéré dans les océans du monde durant 244 millions d'années, du Cambrien (-516 millions d'années) au milieu du Permien (-272 Ma).

## Description et caractéristiques

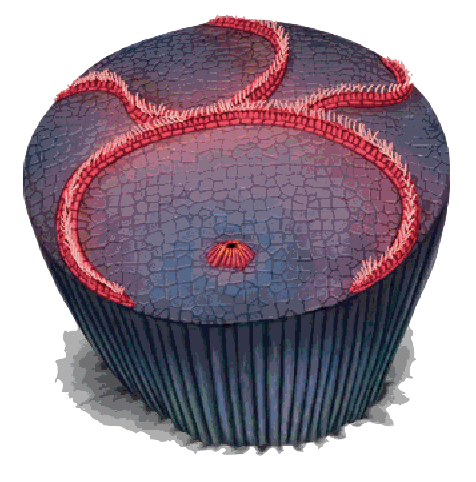
Reconstitution d'un Camptostroma.

Les édrioastéroïdes se présentent sous la forme de petits disques arrondis parcourus par cinq zones ambulacraires en forme d'étoile aux branches généralement recourbées en spirale, et convergeant vers la bouche centrale. L'anus, triangulaire, était disposé non loin de la bouche, comme souvent chez les échinodermes sessiles. Leur corps était composé de plaques calcaires imbriquées, de structure stéréomique. Bien que pouvant ressembler à des astérozoaires, les édrioastéroïdes étaient en réalité probablement des organismes sessiles, peut-être attachés au substrat par une courte tige calcaire
.

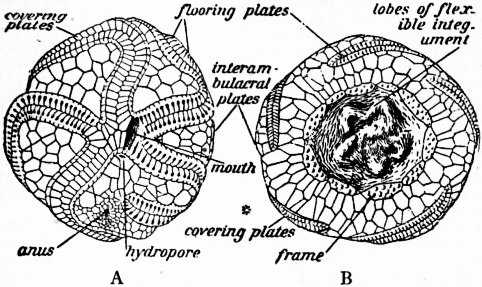
Schéma anatomique d'un édrioastéroïde (Encyclopedia Britannica).
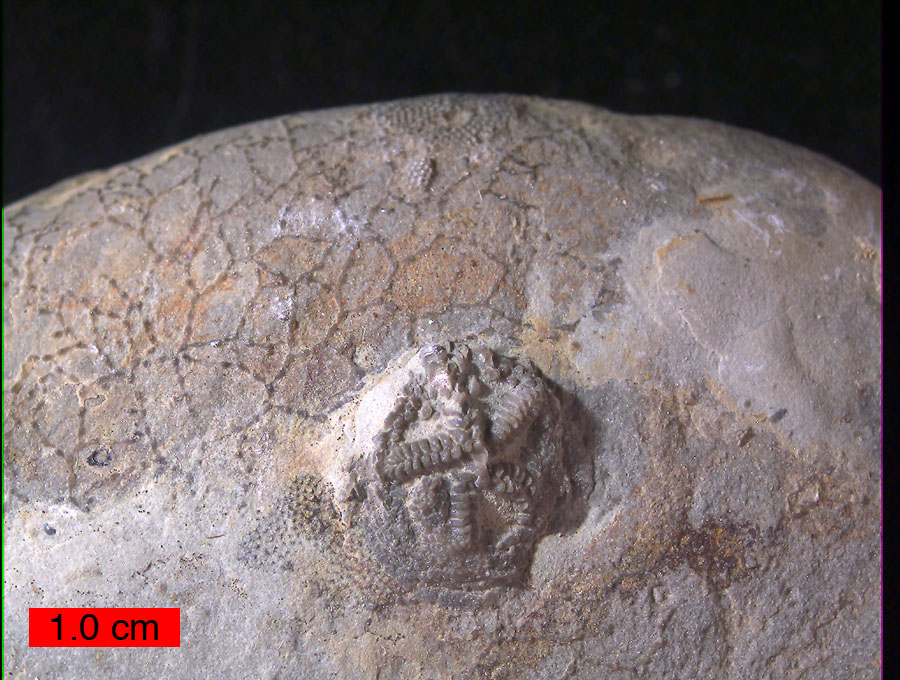
Cystaster stellatus (Ordovicien).
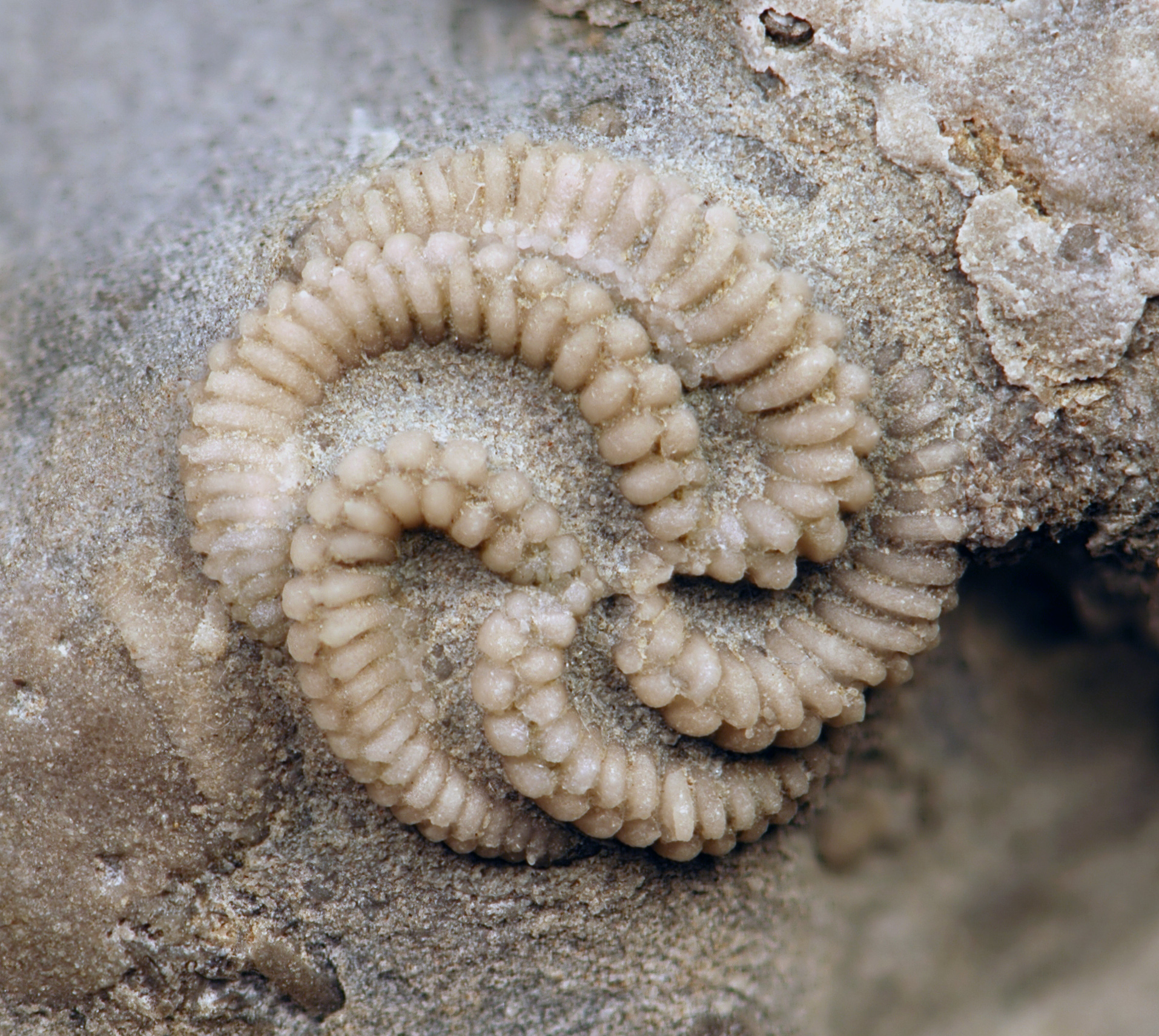
Streptaster vorticellatus (Ordovicien supérieur).
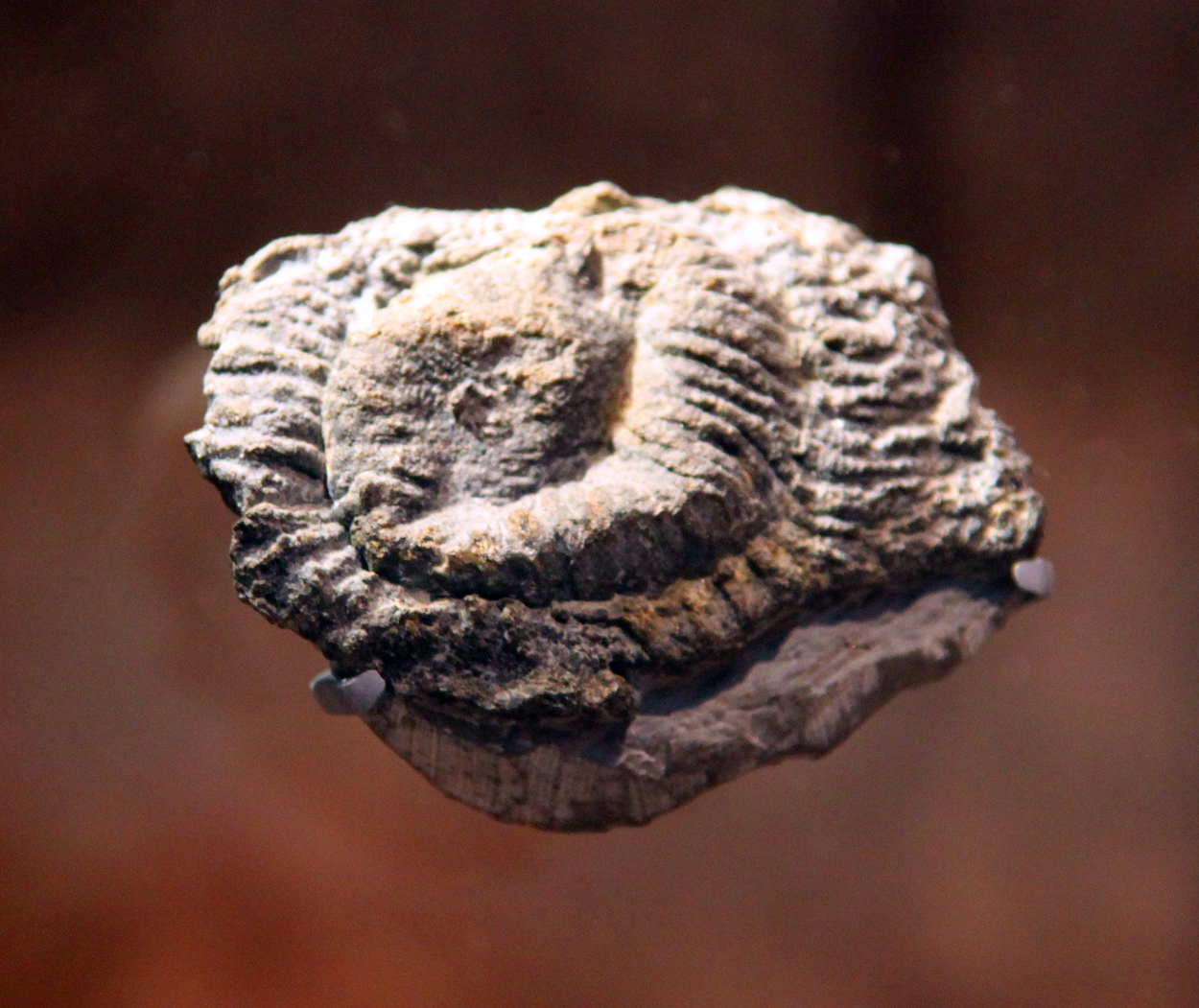
Camptostroma roddyi (Cambrien inférieur, NMNH).
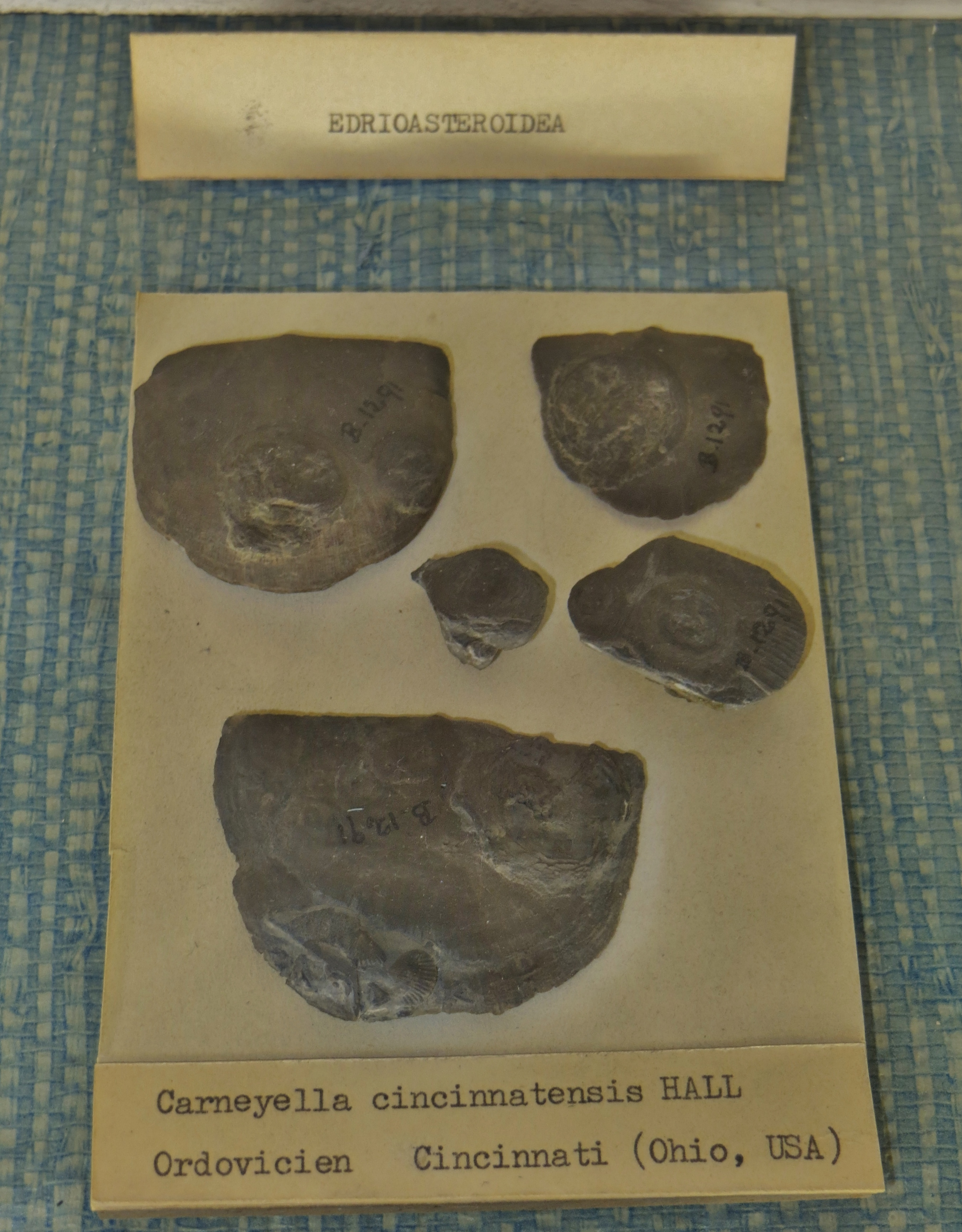
Carneyella cincinnatensis (Ordovicien, MNHN).
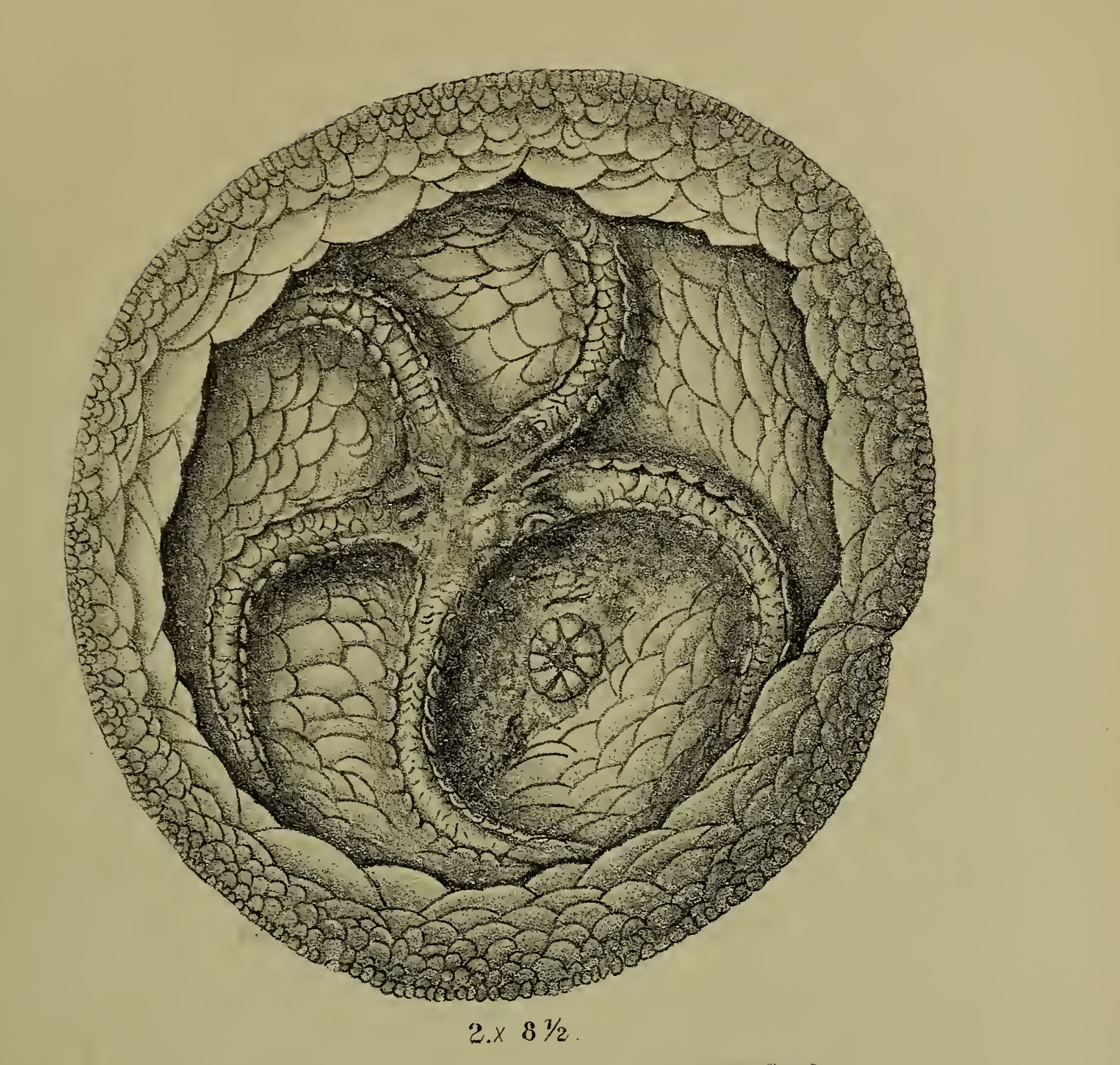
Lepidodiscus milleri.

### Écologie et comportement
On sait encore peu de choses sur la biologie des édrioastéroïdes. Leur mode de vie était sessile, mais ils ont souvent été retrouvés à la surface d'animaux vagiles (notamment des trilobites) : ce mode de vie épibiotique était peut-être une sorte de commensalisme.

## Phylogénie
Les fossiles d'édrioastéroïdes se différencient les uns des autres par les formes arborées par les ambulacres, ainsi que les éventuelles ornementations et la disposition des plaques.
Les mystérieux fossiles précambriens appelés Tribrachidium et surtout Arkarua sont parfois considérés comme des formes ancestrales des édrioastéroïdes, mais l'absence de stéréome sur ces fossiles rend cette classification très incertaine.

## Classification
Selon BioLib (6 juin 2016) :
- ordre Edrioasterida Bell, 1976 †
  - famille Pyrgocystidae Kesling 1967 †
    - genre Pyrgocystis Bather, 1915 †
    - genre Rhenopyrgus Dehm, 1961 †
- ordre Isorophida Bell, 1976 †
  - sous-ordre Isorophina Bell, 1976 †
    - famille Agelacrinitidae Chapman, 1860 †
      - sous-famille Postibullinae Sumrall et al., 2000 †
        - genre Parapostibulla Sumrall & et al., 2000 †
        - genre Postibulla Bell, 1976 †

      - genre Agelacrinites Vanuxem, 1842 †
      - genre Cooperidiscus Bassler, 1935 †
      - genre Discocystis Gregory, 1897 †
      - genre Hystrichopsydrax Guensberg, 1988 †
      - genre Lepidodiscus Meek & Worthen, 1868 †
      - genre Lispidecodus Kesling, 1967 †
      - genre Neoisorophusella Kammer et al., 1987 †
      - genre Savagella †
      - genre Thresherodiscus Foerste, 1914 †
      - genre Ulrichidiscus Bassler, 1935 †
      - genre Yukutidiscus Arendt, 1983 †

    - famille Isorophinidae †
      - genre Isorophus Foerste, 1916 †
      - genre Isorophusella Bassler, 1935 †

  - famille Hemicystitidae †
    - genre Hemicystites Hall, 1852 †

  - genre Deltadiscus †
- famille Discocystinidae †
  - genre Clavidiscus Sumrall, 1996 †
  - genre Giganticlavus Sumrall & Bowsher, 1996 †
  - genre Hypsiclavus Sumrall, 1996 †
  - genre Spiraclavus Sumrall, 1992 †
- famille Stromatocystitidae Bassler, 1936 †
  - genre Stromatocystites Pompeckj, 1896 †
- genre Argodiscus Prokop, 1965 †
- genre Camptostroma †
- genre Carneyella Foerste, 1916 †
- genre Cryptogoleus Bell, 1976 †
- genre Edrioaster Billings, 1858 †
- genre Edriophus Bell, 1976 †
- genre Foerstediscus Bassler, 1935 †
- genre Stalticodiscus †
- genre Steganoblastus Whiteaves, 1898 †
- genre Streptaster Hall, 1872 †
- genre Timeischytes Ehlers & Kesling, 1958 †

Selon BioLib, l'ordre des †Stromatocystitida contient les familles des †Eikosacystidae Termier & Termier, 1969 et des †Stromatocystitidae Bassler, 1936.